# Paul Onuachu
Paul Ebere Onuachu (Owerri, 28 maggio 1994) è un calciatore nigeriano, attaccante del Trabzonspor e della nazionale nigeriana.

## Caratteristiche tecniche
Centravanti dal fisico imponente, può fare reparto sia singolarmente che con una seconda punta. Giocatore agile, veloce e dotato di una buona finalizzazione, risulta molto forte nei colpi di testa.

## Carriera

### Club
Inizia la sua carriera nell'Ebedei. Nel 2012, grazie ad una borsa di studio, passa al Midtjylland. Nel 2015 va in prestito al Vejile. L'anno seguente torna al club danese con cui segna 23 gol nel 2016-2017 e 22 l'anno seguente. Nel 2019 viene acquistato dal Genk per una cifra intorno ai 5 milioni di euro. Nel 2020-2021 segna 29 gol in campionato, laureandosi così capocannoniere della manifestazione, più altri 4 gol nei play-off.
Il 1º febbraio 2023 viene acquistato dal Southampton.

### Nazionale
Il 22 marzo 2019 debutta nel corso del match giocato contro le Seychelles e valevole per le qualificazioni alla Coppa d'Africa 2019. Quattro giorni dopo realizza, in un'amichevole contro l'Egitto, la sua prima rete dopo soli dieci secondi (il più veloce nella storia africana).

## Statistiche

### Presenze e reti nei club
Statistiche aggiornate al 12 maggio 2024.
| Stagione           | Squadra            | Campionato         | Campionato | Campionato | Coppe nazionali | Coppe nazionali | Coppe nazionali | Coppe continentali | Coppe continentali | Coppe continentali | Altre coppe | Altre coppe | Altre coppe | Totale | Totale |
| Stagione           | Squadra            | Comp               | Pres       | Reti       | Comp            | Pres            | Reti            | Comp               | Pres               | Reti               | Comp        | Pres        | Reti        | Pres   | Reti   |
| ------------------ | ------------------ | ------------------ | ---------- | ---------- | --------------- | --------------- | --------------- | ------------------ | ------------------ | ------------------ | ----------- | ----------- | ----------- | ------ | ------ |
| 2012-2013          | Midtjylland        | SD                 | 1          | 0          | CD              | 1               | 0               | -                  | -                  | -                  | -           | -           | -           | 2      | 0      |
| 2013-2014          | Midtjylland        | SD                 | 11         | 0          | CD              | 1               | 0               | -                  | -                  | -                  | -           | -           | -           | 12     | 0      |
| 2014-gen. 2015     | Midtjylland        | SD                 | 10         | 1          | CD              | 2               | 2               | UEL                | 2                  | 0                  | -           | -           | -           | 14     | 3      |
| gen.-giu. 2015     | Vejle              | 1.D                | 13         | 5          | CD              | 0               | 0               | -                  | -                  | -                  | -           | -           | -           | 13     | 5      |
| 2015-2016          | Midtjylland        | SD                 | 25         | 6          | CD              | 2               | 1               | UCL+UEL            | 1+9                | 0+2                | -           | -           | -           | 37     | 9      |
| 2016-2017          | Midtjylland        | SD                 | 35+1       | 17+1       | CD              | 3               | 3               | UEL                | 6                  | 2                  | -           | -           | -           | 45     | 23     |
| 2017-2018          | Midtjylland        | SD                 | 22         | 10         | CD              | 3               | 3               | UEL                | 6                  | 4                  | -           | -           | -           | 31     | 17     |
| 2018-2019          | Midtjylland        | SD                 | 30         | 17         | CD              | 4               | 3               | UCL+UEL            | 2+4                | 0+2                | -           | -           | -           | 40     | 22     |
| Totale Midtjylland | Totale Midtjylland | Totale Midtjylland | 134+1      | 51+1       |                 | 16              | 12              |                    | 30                 | 10                 |             | -           | -           | 181    | 74     |
| 2019-2020          | Genk               | PL                 | 22         | 9          | CB              | 1               | 1               | UCL                | 5                  | 0                  | -           | -           | -           | 28     | 10     |
| 2020-2021          | Genk               | PL                 | 33+5       | 29+4       | CB              | 3               | 2               | -                  | -                  | -                  | -           | -           | -           | 41     | 35     |
| 2021-2022          | Genk               | PL                 | 29+6       | 19+2       | CB              | 0               | 0               | UCL+UEL            | 2+5                | 1+1                | SB          | 1           | 0           | 43     | 23     |
| 2022-gen. 2023     | Genk               | PL                 | 19         | 16         | CB              | 3               | 1               | -                  | -                  | -                  | -           | -           | -           | 22     | 17     |
| Totale Genk        | Totale Genk        | Totale Genk        | 114        | 79         |                 | 7               | 4               |                    | 12                 | 2                  |             | 1           | 0           | 129    | 85     |
| gen.-giu. 2023     | Southampton        | PL                 | 11         | 0          | FACup+CdL       | 0+0             | 0+0             | -                  | -                  | -                  | -           | -           | -           | 11     | 0      |
| lug.-ago. 2023     | Southampton        | FLC                | 0          | 0          | FACup+CdL       | 0+1             | 0+0             | -                  | -                  | -                  | -           | -           | -           | 1      | 0      |
| Totale Southampton | Totale Southampton | Totale Southampton | 11         | 0          |                 | 1               | 0               |                    | -                  | -                  |             | -           | -           | 12     | 0      |
| ago. 2023-2024     | Trabzonspor        | SL                 | 20         | 14         | TK              | 3               | 1               | -                  | -                  | -                  | -           | -           | -           | 23     | 15     |
| Totale carriera    | Totale carriera    | Totale carriera    | 293        | 150        |                 | 27              | 17              |                    | 42                 | 12                 |             | 1           | 0           | 363    | 179    |

### Cronologia presenze e reti in nazionale
| Cronologia completa delle presenze e delle reti in nazionale ― Nigeria | Cronologia completa delle presenze e delle reti in nazionale ― Nigeria | Cronologia completa delle presenze e delle reti in nazionale ― Nigeria | Cronologia completa delle presenze e delle reti in nazionale ― Nigeria | Cronologia completa delle presenze e delle reti in nazionale ― Nigeria | Cronologia completa delle presenze e delle reti in nazionale ― Nigeria | Cronologia completa delle presenze e delle reti in nazionale ― Nigeria | Cronologia completa delle presenze e delle reti in nazionale ― Nigeria |
| Data                                                                   | Città                                                                  | In casa                                                                | Risultato                                                              | Ospiti                                                                 | Competizione                                                           | Reti                                                                   | Note                                                                   |
| ---------------------------------------------------------------------- | ---------------------------------------------------------------------- | ---------------------------------------------------------------------- | ---------------------------------------------------------------------- | ---------------------------------------------------------------------- | ---------------------------------------------------------------------- | ---------------------------------------------------------------------- | ---------------------------------------------------------------------- |
| 22-3-2019                                                              | Asaba                                                                  | Nigeria                                                                | 3 – 1                                                                  | Seychelles                                                             | Qual. Coppa d'Africa 2019                                              | -                                                                      | 65’                                                                    |
| 26-3-2019                                                              | Asaba                                                                  | Nigeria                                                                | 1 – 0                                                                  | Egitto                                                                 | Amichevole                                                             | 1                                                                      | 88’                                                                    |
| 8-6-2019                                                               | Asaba                                                                  | Nigeria                                                                | 0 – 0                                                                  | Zimbabwe                                                               | Amichevole                                                             | -                                                                      |                                                                        |
| 22-6-2019                                                              | Alessandria d'Egitto                                                   | Nigeria                                                                | 1 – 0                                                                  | Burundi                                                                | Coppa d'Africa 2019 - 1º Turno                                         | -                                                                      | 73’                                                                    |
| 26-6-2019                                                              | Alessandria d'Egitto                                                   | Nigeria                                                                | 1 – 0                                                                  | Guinea                                                                 | Coppa d'Africa 2019 - 1º Turno                                         | -                                                                      | 88’                                                                    |
| 6-7-2019                                                               | Alessandria d'Egitto                                                   | Nigeria                                                                | 3 – 2                                                                  | Camerun                                                                | Coppa d'Africa 2019 - Ottavi di finale                                 | -                                                                      | 85’                                                                    |
| 13-10-2019                                                             | Singapore                                                              | Brasile                                                                | 1 – 1                                                                  | Nigeria                                                                | Amichevole                                                             | -                                                                      | 74’                                                                    |
| 9-10-2020                                                              | Sankt Veit an der Glan                                                 | Nigeria                                                                | 0 – 1                                                                  | Algeria                                                                | Amichevole                                                             | -                                                                      | 67’                                                                    |
| 13-11-2020                                                             | Benin City                                                             | Nigeria                                                                | 4 – 4                                                                  | Sierra Leone                                                           | Qual. Coppa d'Africa 2021                                              | -                                                                      | 78’                                                                    |
| 27-3-2021                                                              | Porto-Novo                                                             | Benin                                                                  | 0 – 1                                                                  | Nigeria                                                                | Qual. Coppa d'Africa 2021                                              | 1                                                                      | 71’                                                                    |
| 30-3-2021                                                              | Abuja                                                                  | Nigeria                                                                | 3 – 0                                                                  | Lesotho                                                                | Qual. Coppa d'Africa 2021                                              | 1                                                                      | 76’                                                                    |
| 4-6-2021                                                               | Wiener Neustadt                                                        | Nigeria                                                                | 0 – 1                                                                  | Camerun                                                                | Amichevole                                                             | -                                                                      | 66’                                                                    |
| 8-6-2021                                                               | Wiener Neustadt                                                        | Camerun                                                                | 0 – 0                                                                  | Nigeria                                                                | Amichevole                                                             | -                                                                      | 45’                                                                    |
| 3-9-2021                                                               | Abuja                                                                  | Nigeria                                                                | 2 – 0                                                                  | Liberia                                                                | Qual. Mondiali 2022                                                    | -                                                                      | 78’                                                                    |
| 7-9-2021                                                               | Praia                                                                  | Capo Verde                                                             | 1 – 2                                                                  | Nigeria                                                                | Qual. Mondiali 2022                                                    | -                                                                      | 84’                                                                    |
| 16-11-2021                                                             | Lagos                                                                  | Nigeria                                                                | 1 – 1                                                                  | Capo Verde                                                             | Qual. Mondiali 2022                                                    | -                                                                      | 89’                                                                    |
| 17-11-2022                                                             | Lisbona                                                                | Portogallo                                                             | 4 – 0                                                                  | Nigeria                                                                | Amichevole                                                             | -                                                                      | 58’                                                                    |
| 24-3-2023                                                              | Abuja                                                                  | Nigeria                                                                | 0 – 1                                                                  | Guinea-Bissau                                                          | Qual. Coppa d'Africa 2023                                              | -                                                                      | 45’                                                                    |
| 14-1-2024                                                              | Abidjan                                                                | Nigeria                                                                | 1 – 1                                                                  | Guinea Equatoriale                                                     | Coppa d'Africa 2023 - 1º turno                                         | -                                                                      | 90+4’                                                                  |
| 18-1-2024                                                              | Abidjan                                                                | Costa d'Avorio                                                         | 0 – 1                                                                  | Nigeria                                                                | Coppa d'Africa 2023 - 1º turno                                         | -                                                                      | 88’                                                                    |
| 27-1-2024                                                              | Abidjan                                                                | Nigeria                                                                | 2 – 0                                                                  | Camerun                                                                | Coppa d'Africa 2023 - Ottavi di finale                                 | -                                                                      | 90+9’                                                                  |
| 2-2-2024                                                               | Abidjan                                                                | Nigeria                                                                | 1 – 0                                                                  | Angola                                                                 | Coppa d'Africa 2023 - Quarti di finale                                 | -                                                                      | 90+5’                                                                  |
| 7-6-2024                                                               | Uyo                                                                    | Nigeria                                                                | 1 – 1                                                                  | Sudafrica                                                              | Qual. Mondiali 2026                                                    | -                                                                      | 80’                                                                    |
| 10-6-2024                                                              | Abidjan                                                                | Benin                                                                  | 2 – 1                                                                  | Nigeria                                                                | Qual. Mondiali 2026                                                    | -                                                                      | 51’                                                                    |
| Totale                                                                 |                                                                        | Presenze                                                               | 24                                                                     |                                                                        | Reti                                                                   | 3                                                                      |                                                                        |

## Palmarès

### Club

#### Competizioni nazionali
- Campionato danese: 1

Midtjylland: 2017-2018
- Coppa di Danimarca: 1

Midtjylland: 2018-2019
- Coppa del Belgio: 1

Genk: 2020-2021

### Individuale
- Capocannoniere della Pro League: 1

2020-2021 (29 gol)